# Danmark ved VM i svømning 2015
Danmark deltog ved VM i svømning 2015 i Kazan, Rusland fra 24. juli til 9. august 2015.

## Medaljevindere
| Medalje | Navn                  | Sport    | Konkurrence             | Dato      |
| ------- | --------------------- | -------- | ----------------------- | --------- |
| Sølv    | Jeanette Ottesen      | Svømning | 100 m butterfly kvinder | 3. august |
| Sølv    | Jeanette Ottesen      | Svømning | 50 m butterfly kvinder  | 8. august |
| Bronze  | Mie Ø. Nielsen        | Svømning | 100 m ryg kvinder       | 4. august |
| Bronze  | Rikke Møller Pedersen | Svømning | 200 m bryst kvinder     | 7. august |

## Svømning
Danske svømmere opnåede kvalificeringstider i følgende konkurrencer (det var muligt at have op til et maksimum af 2 svømmere i hver konkurrence ved A-standard tider, og en ved 1 B-standard):
Mænd
| Svømmer                                                 | Konkurrence      | Heat    | Heat | Semifinale      | Semifinale      | Finale          | Finale          |
| Svømmer                                                 | Konkurrence      | Tid     | Rank | Tid             | Rank            | Tid             | Rank            |
| ------------------------------------------------------- | ---------------- | ------- | ---- | --------------- | --------------- | --------------- | --------------- |
| Viktor Bromer                                           | 100 m butterfly  | 52.53   | 23   | Gik ikke videre | Gik ikke videre | Gik ikke videre | Gik ikke videre |
| Viktor Bromer                                           | 200 m butterfly  | 1:54.47 | 2 K  | 1:54.82         | 4 K             | 1:54.66         | 5               |
| Søren Dahl                                              | 50 m butterfly   | 24.13   | =28  | Gik ikke videre | Gik ikke videre | Gik ikke videre | Gik ikke videre |
| Mads Glæsner                                            | 400 m fri        | 3:48.78 | 17   | N/A             | N/A             | Gik ikke videre | Gik ikke videre |
| Mads Glæsner                                            | 800 m fri        | 7:51.24 | 13   | N/A             | N/A             | Gik ikke videre | Gik ikke videre |
| Anders Lie                                              | 200 m fri        | 1:48.27 | 23   | Gik ikke videre | Gik ikke videre | Gik ikke videre | Gik ikke videre |
| Daniel Skaaning Magnus Westermann Søren Dahl Anders Lie | 4×200 m fri hold | 7:13.72 | 12   | N/A             | N/A             | Gik ikke videre | Gik ikke videre |

Kvinder
| Svømmer                                                              | Konkurrence         | Heat     | Heat | Semifinale      | Semifinale      | Finale          | Finale          |
| Svømmer                                                              | Konkurrence         | Tid      | Rank | Tid             | Rank            | Tid             | Rank            |
| -------------------------------------------------------------------- | ------------------- | -------- | ---- | --------------- | --------------- | --------------- | --------------- |
| Pernille Blume                                                       | 50 m fri            | 25.14    | 15 K | 24.93           | =13             | Gik ikke videre | Gik ikke videre |
| Pernille Blume                                                       | 100 m fri           | 54.72    | 15 K | 54.60           | 14              | Gik ikke videre | Gik ikke videre |
| Lotte Friis                                                          | 800 m fri           | 8:23.12  | 3 K  | N/A             | N/A             | 8:21.36         | 5               |
| Lotte Friis                                                          | 1500 m fri          | 15:54.23 | 2 K  | N/A             | N/A             | 15:49.00        | 4               |
| Mie Ø. Nielsen                                                       | 50 m ryg            | 27.89    | 5 K  | 27.63           | 3 K             | 27.73           | 5               |
| Mie Ø. Nielsen                                                       | 100 m ryg           | 59.40    | 4 K  | 58.84           | 2 K             | 58.86           | 3               |
| Jeanette Ottesen                                                     | 50 m fri            | 24.66    | 5 K  | 24.61           | 9               | Gik ikke videre | Gik ikke videre |
| Jeanette Ottesen                                                     | 50 m butterfly      | 25.51    | 2 K  | 25.27           | 2 K             | 25.34           | 2               |
| Jeanette Ottesen                                                     | 100 m butterfly     | 57.79    | 2 K  | 57.04           | 2 K             | 57.05           | 2               |
| Rikke Møller Pedersen                                                | 50 m bryst          | 31.48    | 23   | Gik ikke videre | Gik ikke videre | Gik ikke videre | Gik ikke videre |
| Rikke Møller Pedersen                                                | 100 m bryst         | 1:07.39  | 13 K | 1:07.42         | 12              | Gik ikke videre | Gik ikke videre |
| Rikke Møller Pedersen                                                | 200 m bryst         | 2:23.90  | 6 K  | 2:21.99         | 1 K             | 2:22.76         | 3               |
| Pernille Blume Mie Ø. Nielsen Jeanette Ottesen Rikke Møller Pedersen | 4×100 m medley hold | 3:58.38  | 5 K  | N/A             | N/A             | 3:57.61         | 5               |